# Jennifer Stone
Jennifer Lindsay Stone (født 12. februar 1993) er en amerikansk skuespiller. Hun er bedst kendt for at spille Harper Finkle i Disney Channel-serien Magi på Waverly Place.

## Filmografi
| Film         | Film                                | Film           | Film                                         |
| År           | Title                               | Rolle          | Info                                         |
| ------------ | ----------------------------------- | -------------- | -------------------------------------------- |
| 2003         | Secondhand Lions                    | Martha         |                                              |
| 2009         | Dadnapped                           | Debbie         | Voice on phone                               |
| 2009         | Wizards of Waverly Place: The Movie | Harper Finkle  | Disney Channel Original Movie                |
| 2010         | Harriet the Spy                     | Harriet Welsch | Hovedrolle, Disney Channel Original Movie    |
| 2011         | Mean Girls 2                        | Abby Hanover   | Hovedrolle                                   |
| TV           |                                     |                |                                              |
| År           | Title                               | Rolle          | Info                                         |
| 2012         | Et par konger                       | Priscilla      | Disney Channel Original Series               |
| 2007-2012    | Magi på Waverly Place               | Harper Finkle  | Hovedrolle, Disney Channel Original Series   |
| 2008         | Disney Channel Games                | Herself        | Cyclone (Green) Team                         |
| Gæsteoptræde |                                     |                |                                              |
| 2004         | Line of Fire                        | Lily O'Donnell | (1 episode) "Mother and Child Reunion"       |
| 2005         | Without a Trace                     | Brittany       | (1 episode) "The Innocents"                  |
| 2005         | House M.D.                          | Jessica Simms  | (1 episode) "Heavy"                          |
| 2009         | Phineas and Ferb                    | Amanda         | "Phineas and Ferb Quantum Boogaloo I and II" |